# Hodonín
Hodonín (alemán: Göding) es una ciudad del río Morava en el sudeste de Moravia, en la República Checa. Se encuentra en la Región de Moravia Meridional. La población es de 26.226 habitantes (2006). 

## Historia
Hodonín fue mencionada por primera vez en 1046. En 1228 se convirtió en una ciudad. En 1850, Tomáš Garrigue Masaryk, el primer presidente de la Checoslovaquia independiente, nació aquí.

## Economía
En las proximidades de la ciudad hay un campo de petróleo y un estrato de lignito, que fue trasladado antes a la ciudad de Otrokovice, a pocos kilómetros de la ciudad de Zlín, por un canal de agua especial conocido como el kanál Baťův. Fue construido por el famoso empresario checo Tomas Bata y ahora opera como una atracción turística.

## Ciudades hermanadas
Jasło,  Polonia, desde 2006.